# Organicismus
Organicismus nebo organistická škola je v sociologii směr, který společnost přirovnává k organismu a chápe ji a vykládá z této metafory. Jako jednotlivé složky a orgány plní své pevně dané funkce ve prospěch celého organismu, také složky společnosti především slouží celku.
V biologii je organicismus varianta holismu a zdůrazňuje neredukovatelnost celku (organismu) na jeho složky.

## Původ
Za zakladatele organicismu je považován Herbert Spencer (1820–1903), klasický britský sociolog a filosof, který prvně použil termín "přežití nejschopnějšího", jenž je často mylně přisuzován Charlesovi R. Darwinovi. (Ten jej užil až v pátém vydání O původu druhů, a nahradil zde tak termín přirozený výběr.)
Herbert Spencer převzal od A. Comta základní ideje pozitivismu, které originálním způsobem propojil s biologii. Spencer přirovnal společnost k biologickému organismu a interpretoval ji jako systém, který je tvořen vzájemně provázanými prvky. Herbert Spencer označoval lidskou společnost tvořenou jednotlivými institucemi (rodina, náboženství) jako formu nadorganického bytí (podobného společnosti sociálně žijícího hmyzu). Vytvořil tak spojení mezi biologií a sociologií. Nicméně provedl více než povrchní analogii mezi biologickými a sociálními tělesy. Prohlašoval, že sociologie by měla být studií superorganických organismů, tedy vztahů mezi živými organismy. Do těchto definic ovšem nezahrnoval pouze ty lidské. 
Stejně jako organismus i celek společnosti je schopen růstu, diferenciace a integrace a přežívá i zánik svých složek. Dalšími znaky, ve kterých Herbert Spencer shledával podobu mezi společností a organismem, jsou:
- výroba životaschopných látek (funkce operativní, zajištění výroby produktů nezbytných pro přežití společnosti);
- možnost reprodukce jednotlivých částí systému (o reprodukci společnosti mluvíme v případě, přetrvávají-li sociální vrstvy z jedné generace na druhou);
- schopnost regulace a řízení činností pomocí systémových složek (regulační systém v podobě státu a speciálních "orgánů" jako jsou instituce a úřady);
- distribuce informací a materiálů mezi systémovými jednotkami (zprostředkování důležitých statků a informací).[3]

Každá část přitom po svém přispívá k přežití společnosti jako celku. Spencer ovšem nebyl krajní organicista a uznával i nezanedbatelné rozdíly mezi organismem a společností: 
- ve společnosti jsou jednotky volnější, mají tudíž oproti živým organismům více prostoru pro své nezávislé bytí;
- zatímco v biologických organismech myslí jen jeho specializované části, ve společnosti mají tuto schopnost všechny dílčí jednotky;
- živé organismy jsou založeny na principu, kdy jednotky fungují pouze pro dobro celku, oproti tomu společnost jakožto celek zajišťuje blaho pro jednotlivce.[5]

## Vliv a význam
Spencerovy názory významně ovlivnily některé sociologické teorie 20. století, především strukturální funkcionalismus. Někteří z jeho radikálních následovníků (Paul von Lilienfeld) považovali i společenské procesy za determinované a zdůrazňovali nesamostatnost členů společnosti a jejich pevné zařazení do celku. Na tyto myšlenky navázali teoretici tzv. stavovského státu a další kritici demokracie.

## Organicismus v biologii
Organicismus neboli biologický holismus je v biologii škola, která zdůrazňuje význam celku a vazeb mezi jeho částmi, takže celek není totéž co souhrn jeho částí. Je opakem mechanicismu a redukcionismu.